# Phyllostachys edulis
Phyllostachys edulis, även känd under sitt kinesiska namn Maozhu (kinesiska: 毛竹?, pinyin: máozhú), är bambuart som är endemisk i Kina och Taiwan och som spridits därifrån till andra delar av Asien. Den beskrevs först av Élie Abel Carrière, och fick sitt nu gällande namn av Jean Houzeau de Lehaie. Phyllostachys edulis ingår i släktet Phyllostachys och familjen gräs. Inga underarter finns listade i Catalogue of Life.
På grund av sin robusta struktur är arten den mest använda bambuarten inom Kinas textilindustri. Den är mer än tre gånger hållfastare än bomull, polyester, ull eller rayon. Ledet edulis i det latinska namnet betyder "ätlig" och syftar på att bambuartens skott är går att äta och är populära i det kinesiska köket.

## Bildgalleri

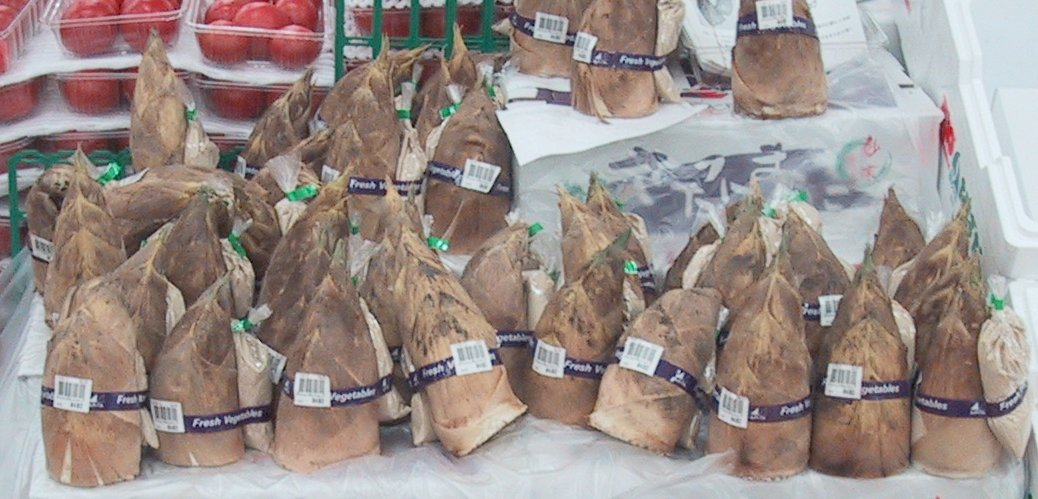
Bambuskott till salu i Japan.
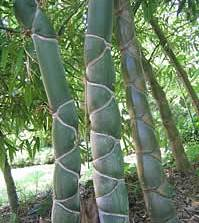
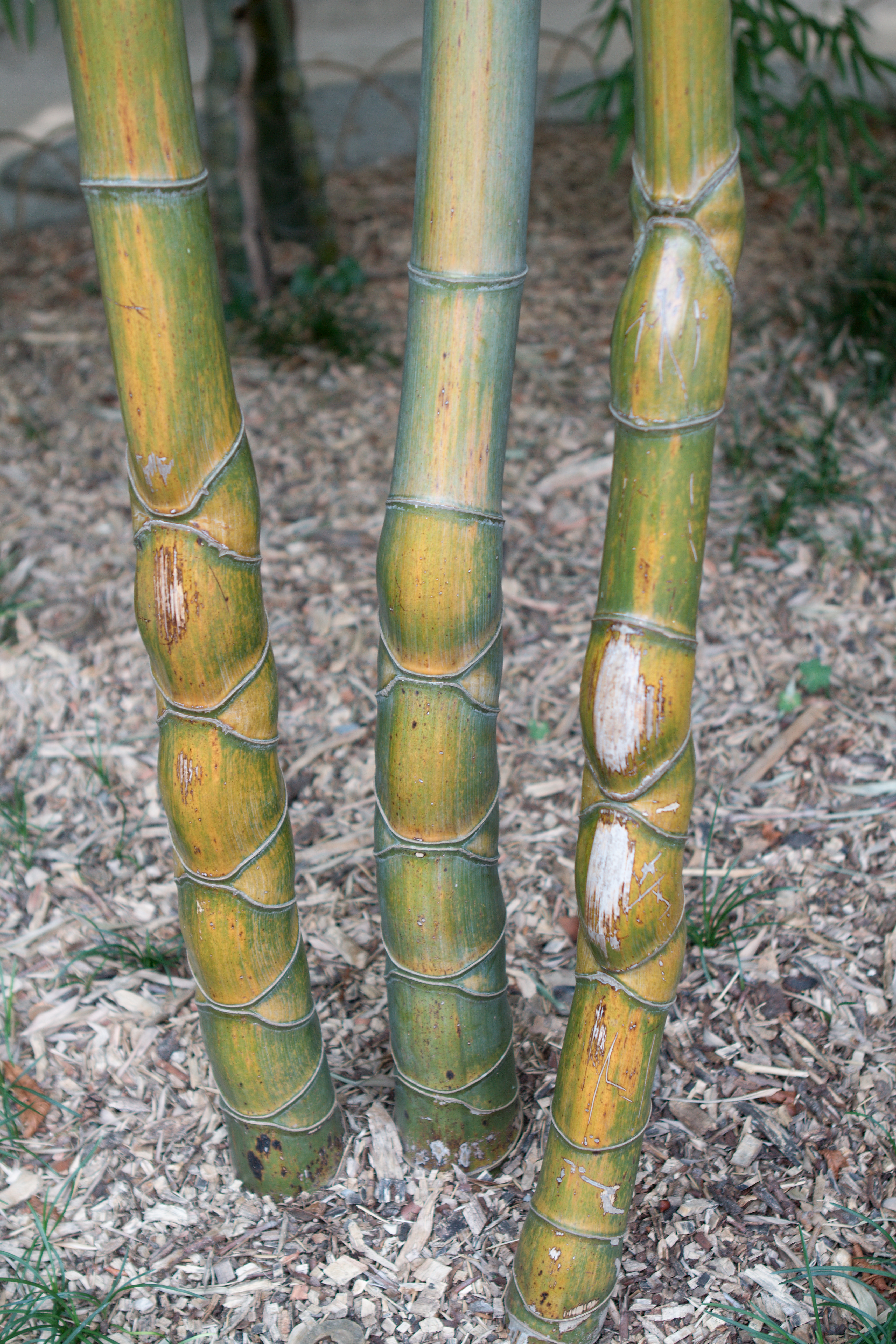
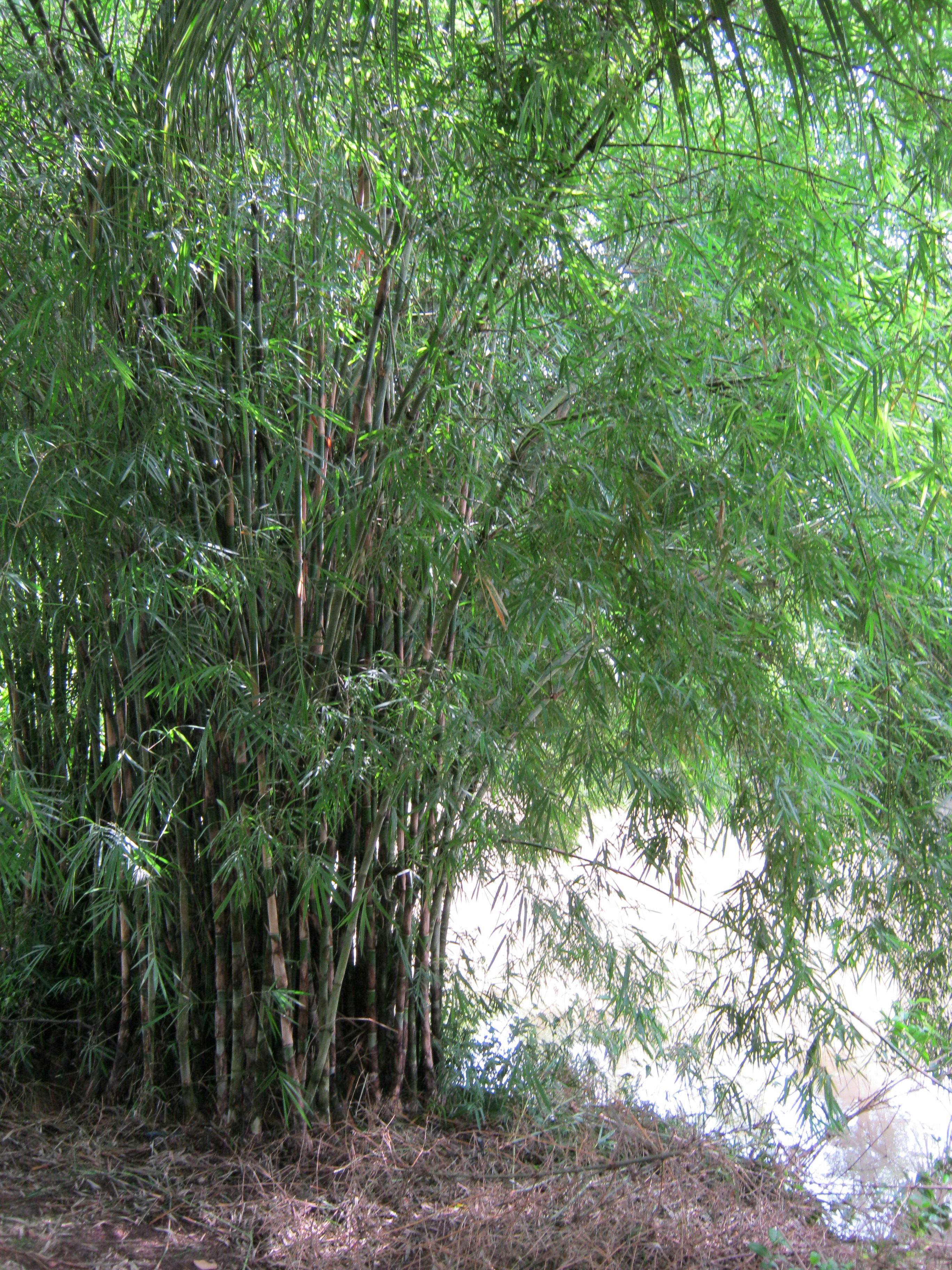
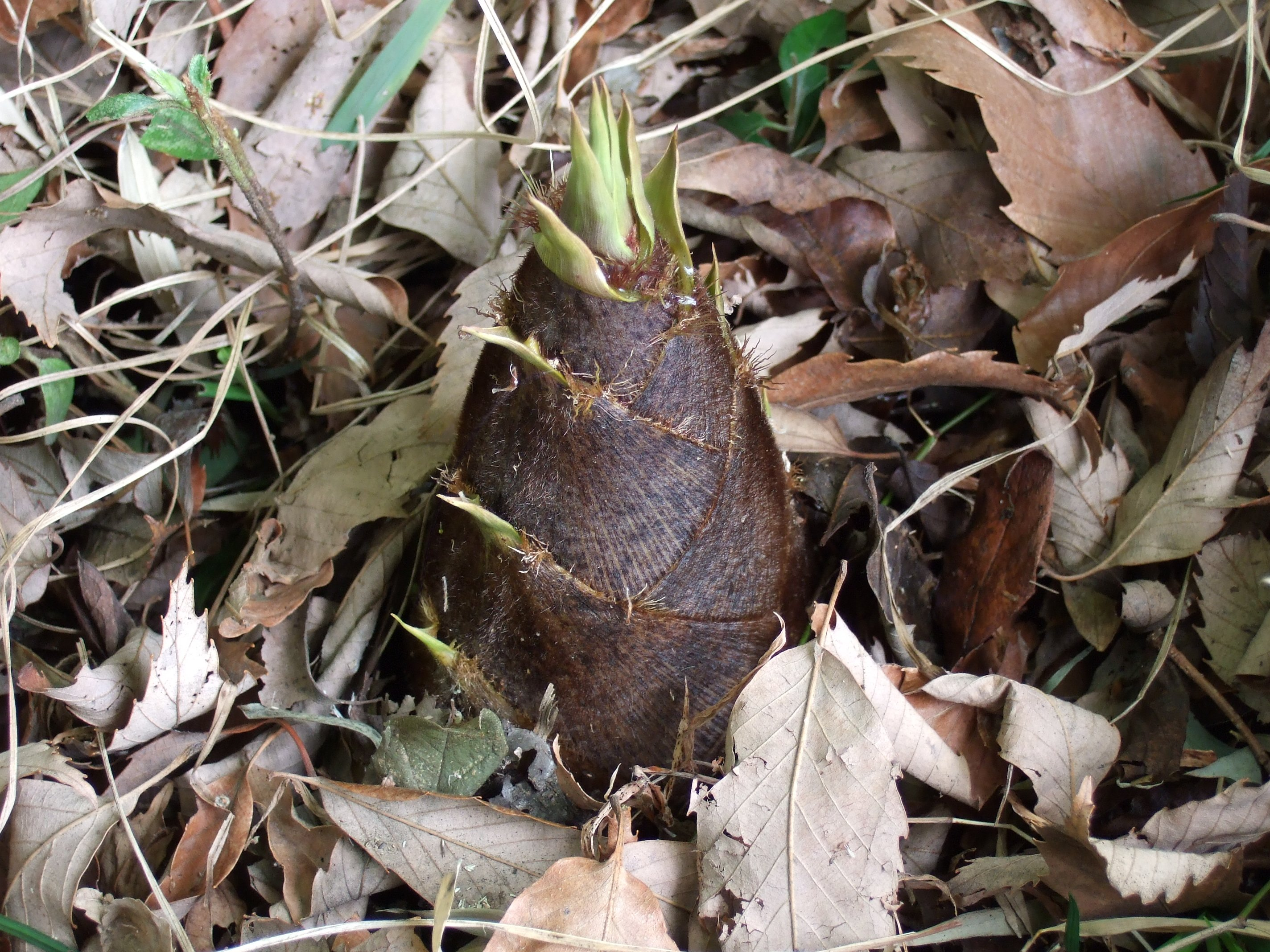
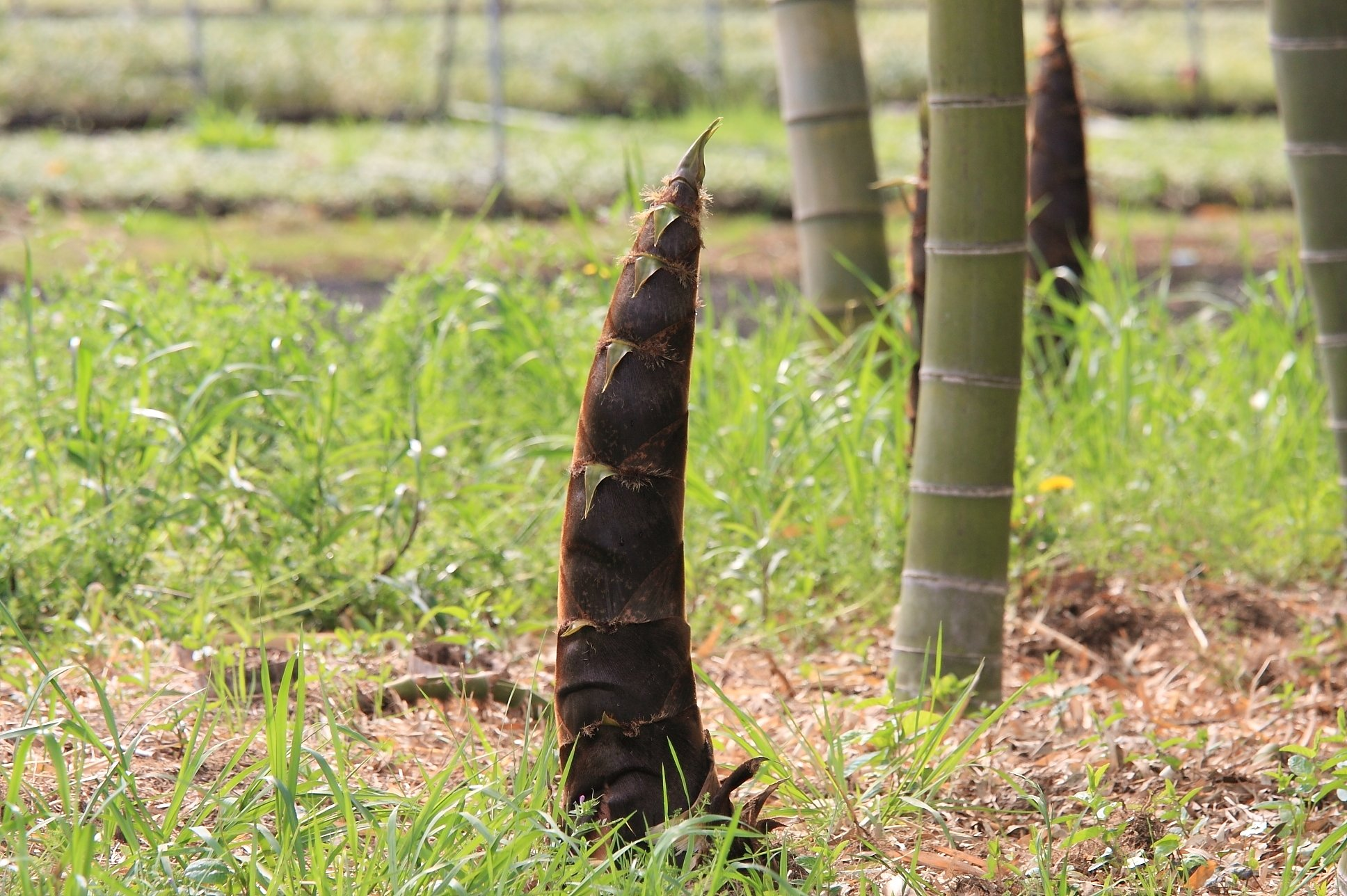